# HD 111915
HD 111915 är en ensam stjärna belägen i den mellersta delen av stjärnbilden Kentauren som också har Bayer-beteckningen e Centauri. Den har en skenbar magnitud av ca 4,33 och är svagt synlig för blotta ögat där ljusföroreningar ej förekommer. Baserat på parallaxmätning inom Hipparcosuppdraget på ca 11,1 mas, beräknas den befinna sig på ett avstånd på ca 294 ljusår (ca 90 parsek) från solen. Den rör sig närmare solen med en heliocentrisk radialhastighet på ca -2,5 km/s.

## Egenskaper
HD 111915 är en orange till gul jättestjärna av spektralklass K3-4 III. Den har en radie som är ca 30 solradier och har ca 277 gånger solens utstrålning av energi från dess fotosfär vid en effektiv temperatur av ca 4 300 K.